# Β-内酰胺酶

青霉素(上)与头孢菌素(下)的核心结构。红色为β-内酰胺四元环。

β-内酰胺酶（β-lactamases），又稱為盤尼西林酶（Penicillinase）、頭孢菌素酶（Cephalosporinase），是一類由某些细菌生成来提供多重抗藥性，对抗β-内酰胺类抗生素（比如青霉素、头孢菌素、单酰胺环类、碳青霉烯等）的酶(EC 3.5.2.6)。
β-内酰胺类抗生素是现有的抗生素中使用最广泛的一类，通常兼用於對抗革蘭氏陽性菌與革蘭氏陰性菌。而β-内酰胺酶通过打破抗生素的分子结构来提供抗药性。这些抗生素的分子结构有一个共同点：称为β-内酰胺的四元环核心。β-内酰胺酶利用水解打破了β-内酰胺四元环使抗生素分子失去药理作用。
β-内酰胺酶通常由革兰氏阴性菌生成，特别是在有抗生素的环境中。

## 外部連結
- Online ESBL genotyping tool (EGT)
- Online Amino Acid Sequences for ESBL enzymes
- 醫學主題詞表（MeSH）：beta-Lactamases